# Зона розколів

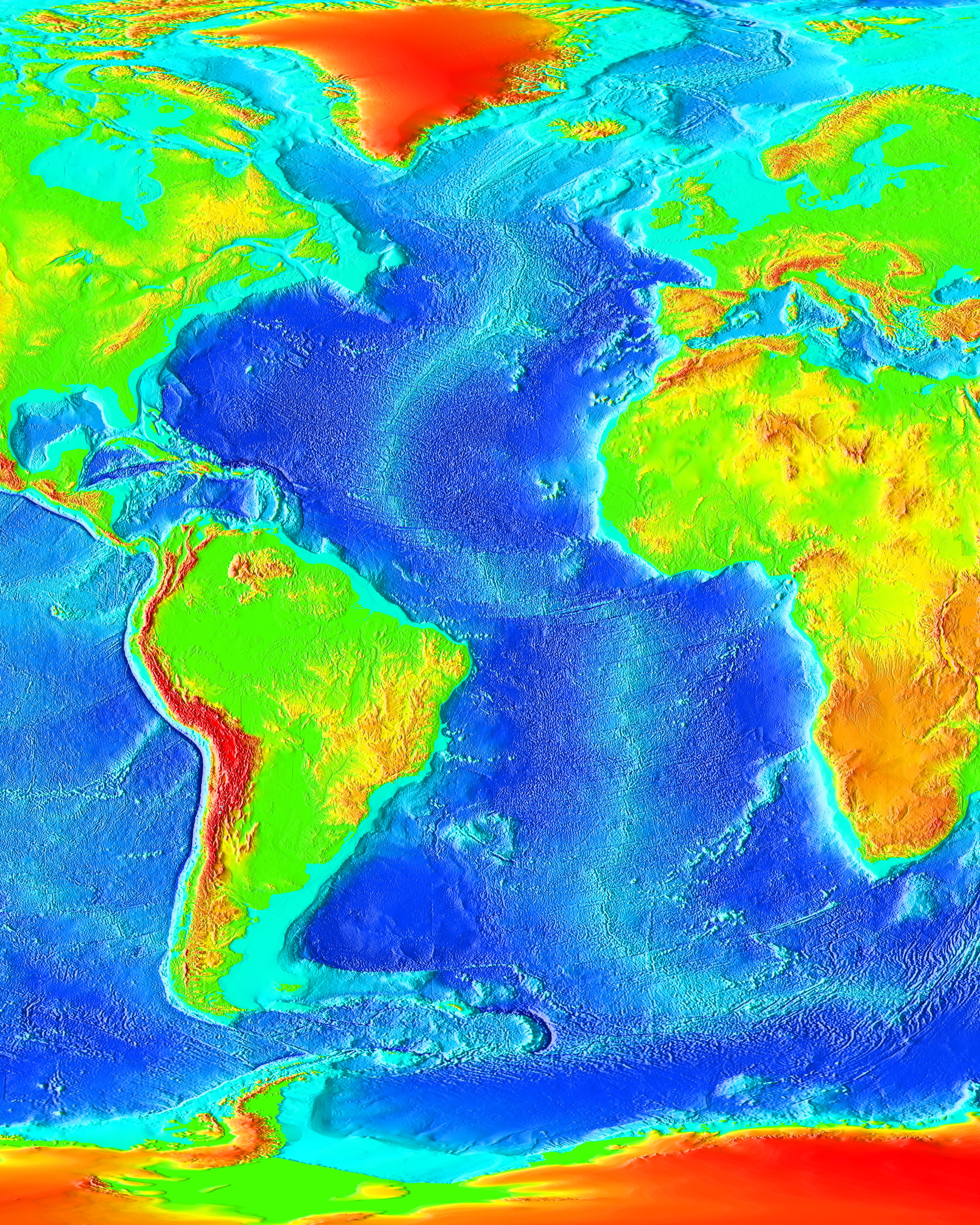
Зони великих розломів Атлантики

Зона розколів (розломів) (рос. зона расколов, англ. zone of fracture, нім. Störungszone f, Rißzone f, Spaltezone f) — приповерхневий зовнішній шар земної кори, в якому земна кора деформується з утворенням розривів.
Зони розломів — є загальною рисою геології океанічних басейнів. Більшість зон розломів у всьому світі розташовані на різних гранях плит на океанічній корі. Це означає, що вони розташовані навколо серединних океанічних хребтів і рухаються перпендикулярно їм. Термін «Зона розколів» використовується майже виключно для ознак океанічної кори; подібні структури на континентальній корі замість цього називаються розломами трансформації або удару, що можуть мати активні зони руйнування. Деякі зони розломів утворені сегментами серединних океанічних хребтів, які були занурені і можуть більше не існувати.